# Los Molinos
Los Molinos é um município da Espanha na província e comunidade autónoma de Madrid, de área 19,62 km² com população de 4161 habitantes (2004) e densidade populacional de 212,08 hab/km².

## Demografia
| Variação demográfica do município entre 1991 e 2004 | Variação demográfica do município entre 1991 e 2004 | Variação demográfica do município entre 1991 e 2004 | Variação demográfica do município entre 1991 e 2004 |
| --------------------------------------------------- | --------------------------------------------------- | --------------------------------------------------- | --------------------------------------------------- |
| 1991                                                | 1996                                                | 2001                                                | 2004                                                |
| 2460                                                | 2957                                                | 3752                                                | 4161                                                |